# Commessaggio

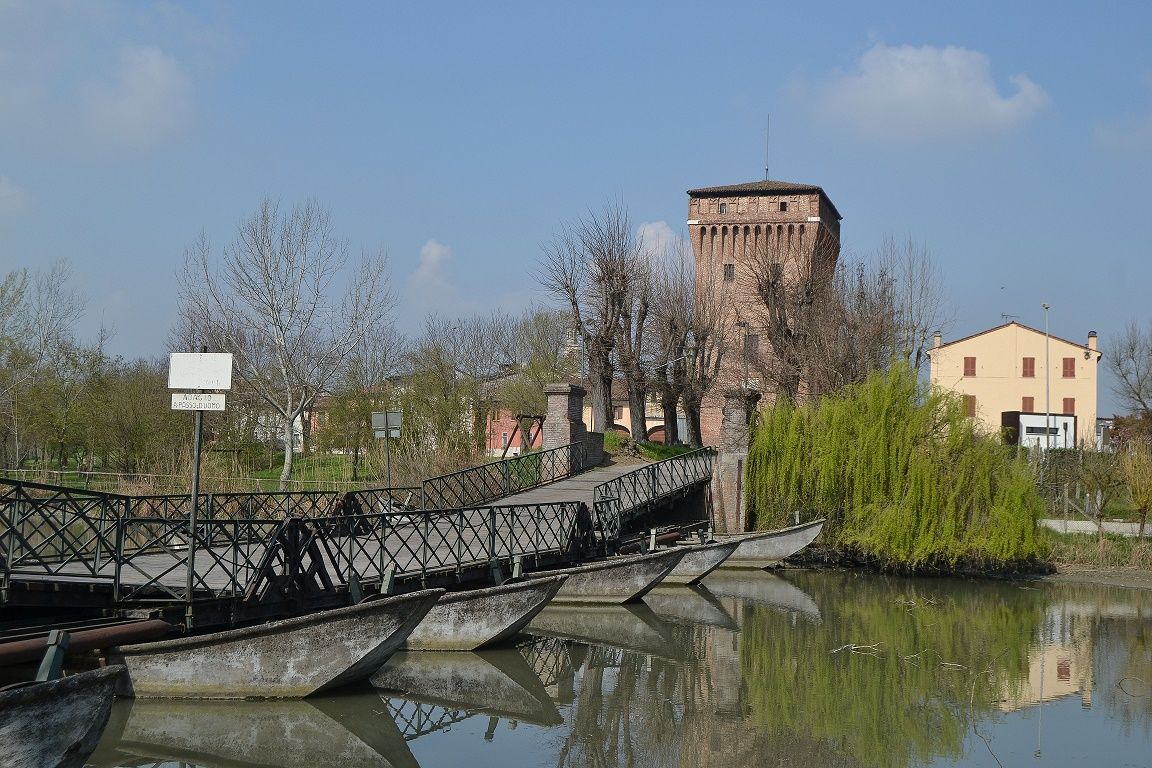
Die Pontonbrücke über den Navarolo-Kanal in Commessaggio

Commessaggio ist eine norditalienische Gemeinde (comune) mit 1048 Einwohnern (Stand 31. Dezember 2023) in der Provinz Mantua in der Lombardei. Die Gemeinde liegt etwa 24 Kilometer südwestlich von Mantua am Oglio und am Parco dell'Oglio Sud und grenzt unmittelbar an die Provinz Cremona.

## Verkehr
Durch die Gemeinde führt die frühere Strada Statale 420 Sabbionetana (heute eine Provinzstraße) von Mantua nach Casalmaggiore.